# William Shelton
William Shelton (1869 – 11. února 1938) byl poslední dědičný náčelník indiánského kmene Snohomišů v Tulalip Bay, v americkém státě Washington. Byl také spisovatel, významný sochař a posel Snohomišského lidu u americké vlády.
Shelton byl jedním z mála Snohomišů, kteří uměli jak anglicky, tak lašůtšídsky, jedním z jazyků Pobřežních Sališů. Za svého života vyřezal mnoho příběhových sloupů, které jsou podobny totemům, z nichž už zbývá pouze pár dochovaných exemplářů. Jeden z nich byl rozpůlen poté, co začal hnít. Vrchol sloupu nyní stojí na základech základní školy v Tulalip Bay. Historické fotky celého sloupu jsou zdigitalizovány v majetku everettské veřejné knihovny.
V roce 1925 napsal knihu The Story of the Totem Pole or Indian Legends (čes. Příběh totemu aneb Indiánské legendy), která je jediným záznamem mnoha legend Pobřežních Sališů. V době, kdy se americká vláda snažila zničit všechny stopy původních obyvatel na Severozápadě USA, dokázal přece jen navrhnout washingtonskému guvernérovi Rolandu Hartleymu dost dobrou nabídku, aby byla kniha vydána.
Shelton psal indiánské legendy i na příběhové sloupy, ale ten největší, 21 metrů vysoký, nestihl do smrti dokončit. Nakonec ho dokončili ostatní členové kmenu. Sloup byl později postaven ke státnímu kapitolu v Olympii, kde stál až do listopadu 2010, kdy byl přemístěn z bezpečnostních důvodů.
Sheltonova manželka Ruth Sehome (rozená Siastenu), ho přežila o dvacet let a mluvila plynně jazykem Chinook Jargon a dalšími indiánskými jazyky.